# Opel Commodore C
Der Opel Commodore C ist ein Pkw der oberen Mittelklasse der seinerzeit zum US-amerikanischen Automobilkonzern General Motors (GM) gehörenden Adam Opel AG. Er wurde im August 1977 als Nachfolger des Commodore B vorgestellt und ab Oktober 1978 ausgeliefert. Erstmals war der Commodore auch als Kombi („Voyage“) erhältlich. In Großbritannien wurde er als Vauxhall Viceroy angeboten, in Südafrika als Chevrolet Commodore.
Bis zur Modellpflege im Oktober 1982 war der Commodore C zwischen Rekord E und Senator A positioniert. Das Segment schien jedoch zu eng, da der Senator ab 1982 auch mit einem 2,5-Liter-Motor erhältlich war, was die Eigenständigkeit des Commodore C einschränkte.

## Modellgeschichte

### Entwicklung und Einführung
Obwohl der Commodore C auf der IAA 1977 vorgestellt wurde, begann die Produktion erst im Oktober 1978. Ursprünglich war das Modell nicht in dieser Form geplant. Nach der Entscheidung des Opel-Vorstands im Jahr 1975, keinen Nachfolger für die KAD-B-Modelle (Opel Kapitän, Opel Admiral, Opel Diplomat) zu entwickeln, wurde der bereits weit fortgeschrittene Commodore C in der Modellhierarchie nach oben positioniert. Mit den neuen Modellen Senator und Monza übernahm er teilweise die Rolle des bisherigen Commodore B und Admiral B.
Die bisherige Praxis, eine leicht modifizierte Rekord-Karosserie mit Sechszylindermotoren als Commodore zu vermarkten, stieß bei der anspruchsvolleren Kundschaft auf Grenzen. Zeitgenössische Testberichte zeigten, dass Mitbewerber wie der BMW der 5er-Reihe, Mercedes-Benz W123 oder Ford Granada vor allem in Fahrkomfort und Fahrwerkstechnik überlegen waren. Der Commodore C basierte auf der V-Plattform des Rekord E, erhielt jedoch die längere Frontpartie des Senator, um die Reihensechszylindermotoren unterzubringen. Ab der A-Säule entsprach die Karosserie weitgehend dem Rekord E, allerdings mit den 5-Loch-Radanschlüssen und innenbelüfteten Scheibenbremsen des Senator/Monza an der Vorderachse (hinten Trommelbremsen vom Commodore B 2,5 S).

### Marktpositionierung und Modellvarianten
Opel positionierte den Commodore C als preisgünstiges Sechszylindermodell zwischen Rekord und Senator. Mit einem Preisaufschlag von nur 270 DM gegenüber dem Rekord 2.0 E „Luxus“ bot er mehr Prestige und Komfort. Der CIH-Reihensechszylinder sprach vor allem ältere Käufer an, die Wert auf Komfort statt Fahrleistung legten. Der hohe Kraftstoffverbrauch spielte bei der geringen Jahresfahrleistung dieser Zielgruppe kaum eine Rolle.
Der Commodore C wurde zunächst als zwei- und viertürige Stufenhecklimousine angeboten. Die zweitürige Variante verkaufte sich schlecht und wurde im Juni 1981 eingestellt. Ab April 1981 ergänzte der Kombi „Voyage“ die Palette, von dem jedoch in 16 Monaten nur 3440 Exemplare produziert wurden – einer der seltensten Großserien-Kombis von Opel.
In Australien und Neuseeland benötigte Holden einen Ersatz für die veraltete HX-Baureihe. Der Commodore C bot eine kostengünstige Lösung; der Senator mit seiner aufwendigen Hinterachse war zu teuer. Im Iran wurde der Commodore B unter Chevrolet-Label mit Opel-Motoren (2,5 und 2,8 Liter) verkauft, dieser Markt brach jedoch 1979 nach dem Sturz des Schahs zusammen. In Belgien und der Schweiz ersetzte der Commodore C den Ranger 2500, der weitgehend dem Commodore B entsprach.

### Ausstattung
Die Basisversion des Commodore C entsprach der „Luxus“-Ausstattung des Rekord E, während die „Berlina“-Variante mit Velourssitzen, höhenverstellbarem Fahrersitz, Vierspeichen-Komfortlenkrad und Chromzierringen aufgewertet war. Angeboten wurden zahlreiche Sonderausstattungen wie Tempomat, Sitzheizung, elektrische Fensterheber und Spiegel, Klimaanlage (auch mit Stahlschiebedach kombinierbar) sowie pneumatischer Niveaulift. Ab Modelljahr 1981 war die Servolenkung serienmäßig, die zuvor 990 DM Aufpreis kostete. Ab September 1980 war ein Overdrive-Getriebe erhältlich, bei dem der fünfte Gang elektrisch per Lenkstockhebel zugeschaltet wurde. Optional gab es eine 3-Stufen-Automatik. Ab Mai 1981 wurde der 2,5-Liter-Motor mit L-Jetronic-Einspritzung und 96 kW (130 PS) angeboten, der auch im Senator und Monza (dort mit 100 kW/136 PS) verwendet wurde.

### Produktion und Markterfolg
Der Commodore C wurde ausschließlich in Rüsselsheim gefertigt. Nach 1982 gab es keinen direkten Nachfolger, da die Verkaufszahlen eine Weiterentwicklung nicht rechtfertigten. Die Einführung leistungsstärkerer Motoren blieb dem Senator/Monza vorbehalten, um interne Konkurrenz zu vermeiden.
Im August 1982 wurde die Produktion des Commodore eingestellt. Das Marktsegment zwischen Senator und Rekord war zu schmal geworden, so dass diese Modellreihe ohne Nachfolger blieb. Opel befürchtete zudem hauseigene Konkurrenz zwischen Rekord 2.0 E und Commodore 2.5 S sowie Commodore 2.5 E und Senator 2.5 E. Insgesamt wurden vom Commodore C zwischen August 1978 und August 1982 82.820 Exemplare gefertigt.

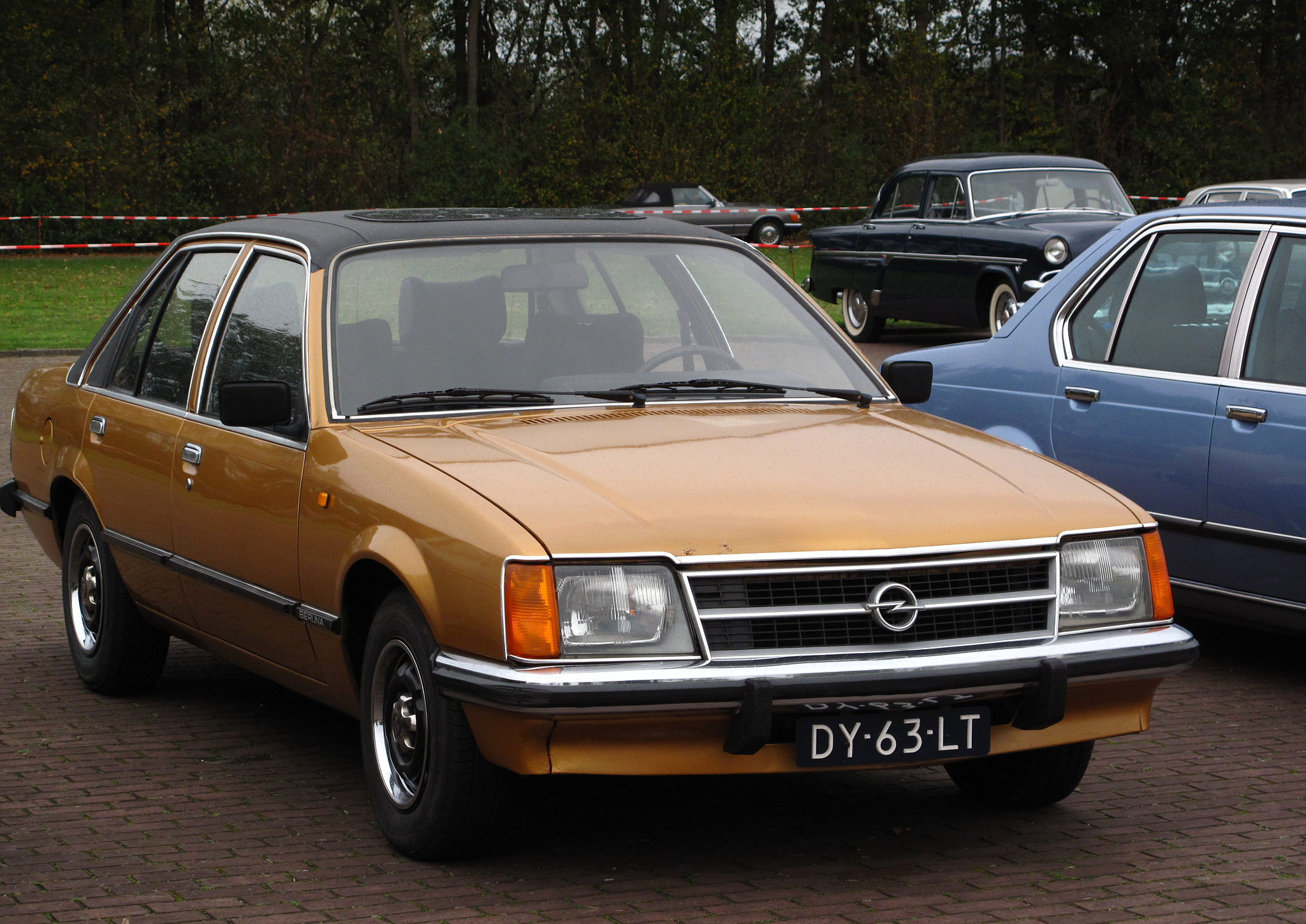
Opel Commodore 2.5 S
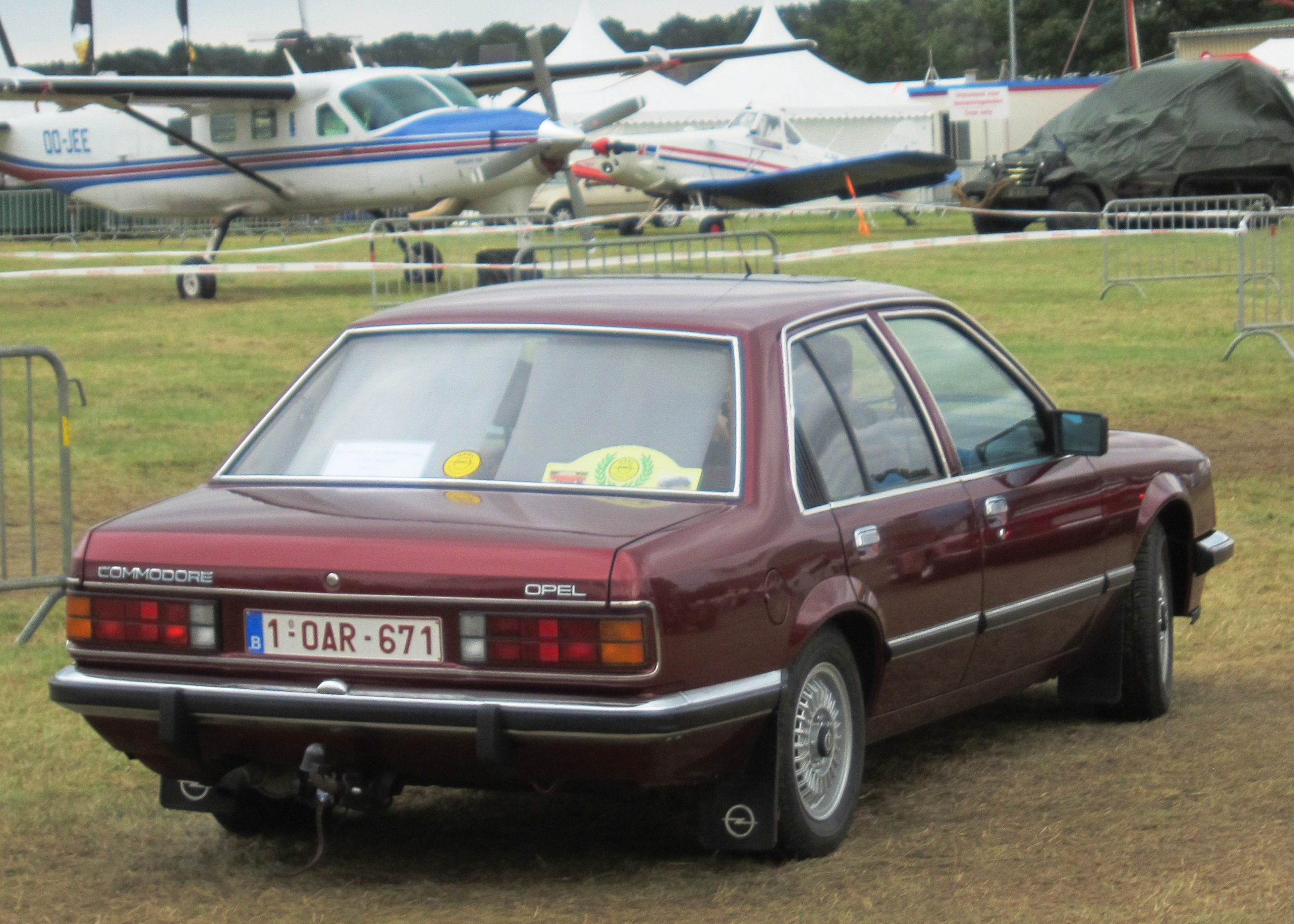
Heckansicht
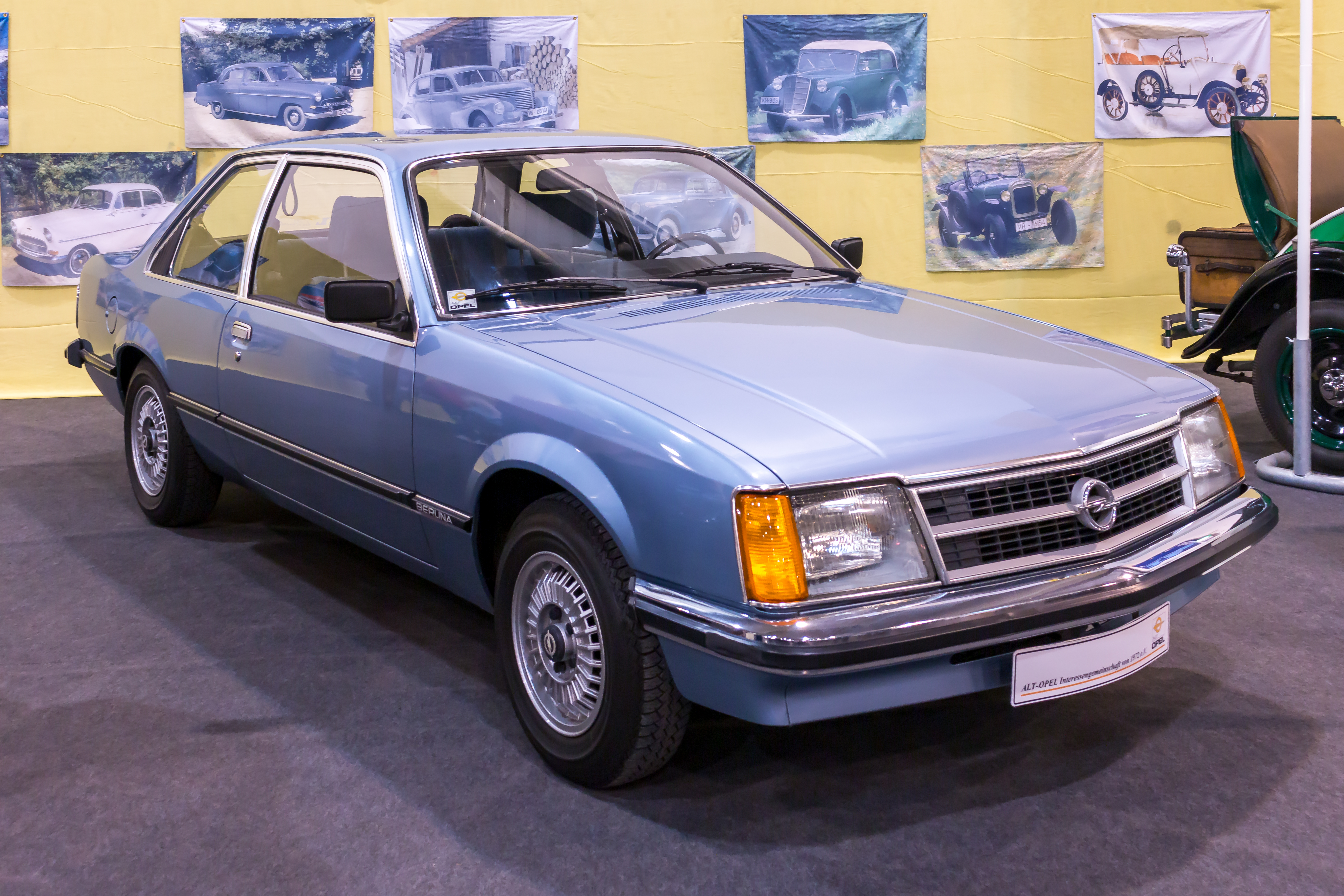
Opel Commodore Zweitürer (1978–1980)
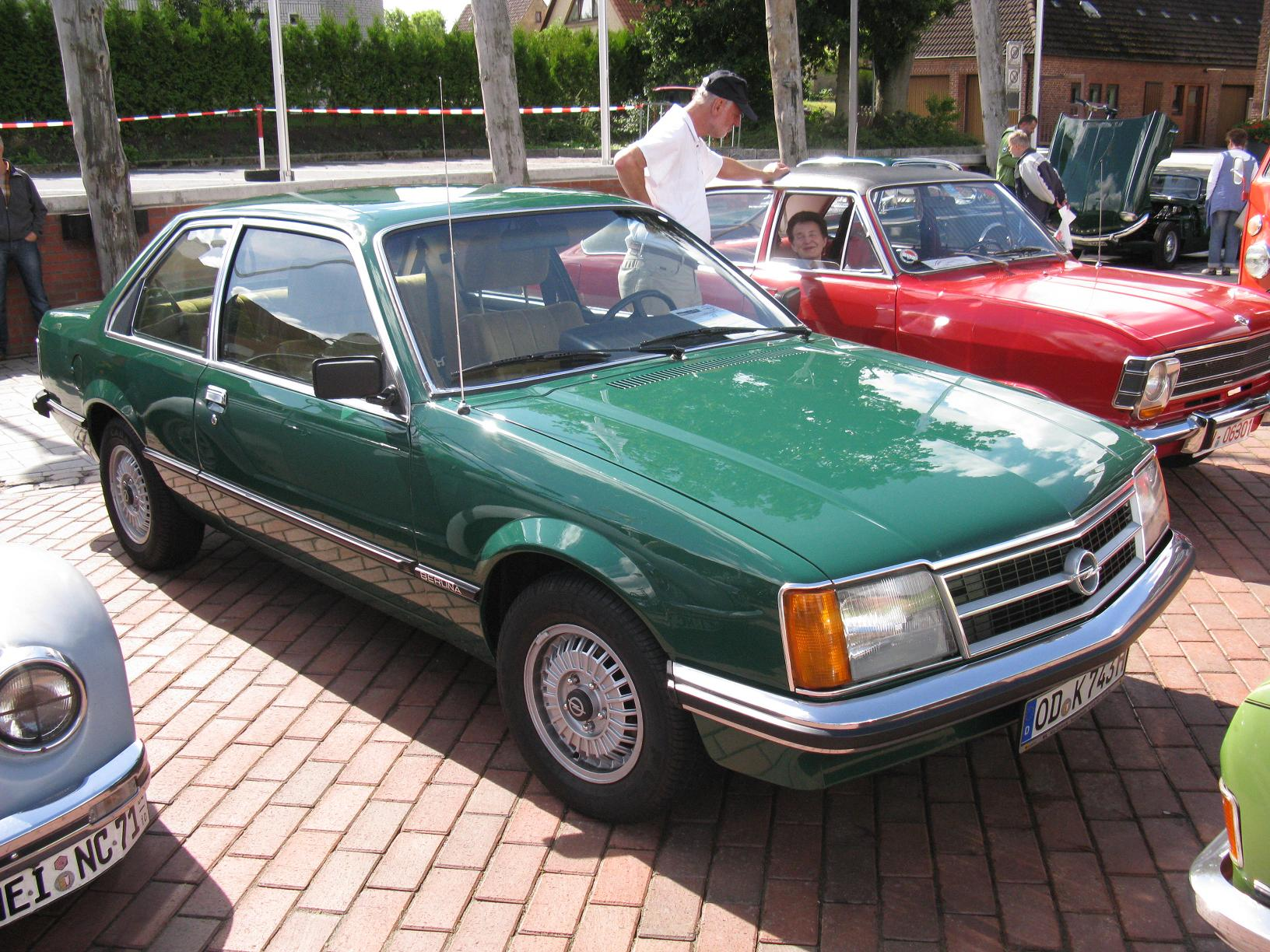
Opel Commodore Zweitürer (1980–1982)
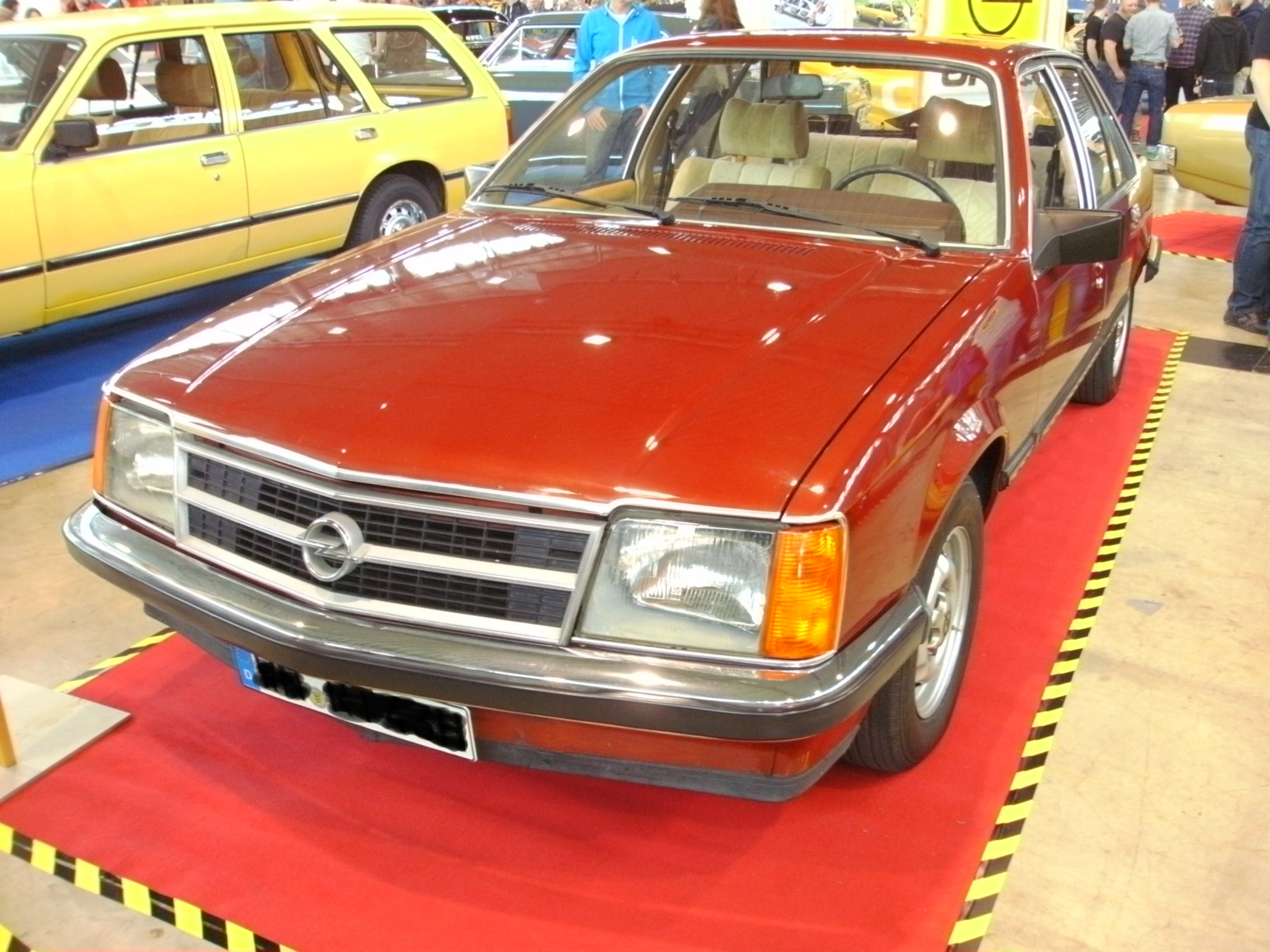
Opel Commodore C, (1980–1982)
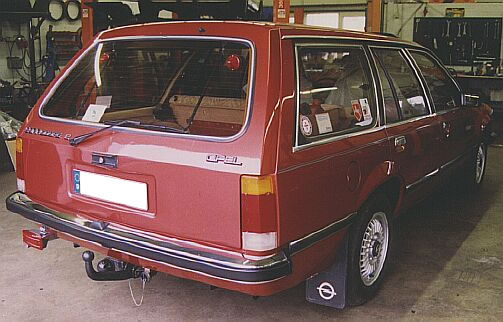
Opel Commodore Voyage (1981–1982)
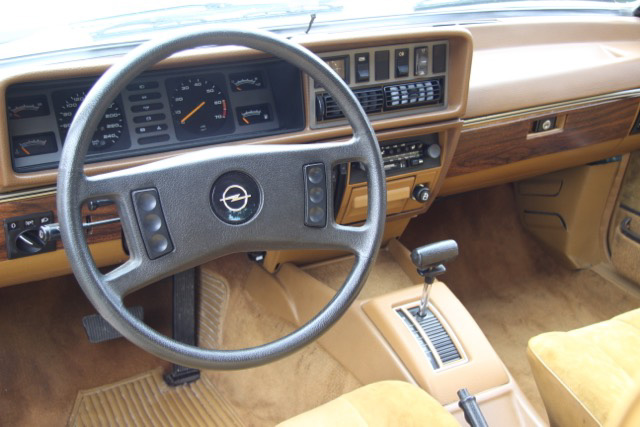
Interieur
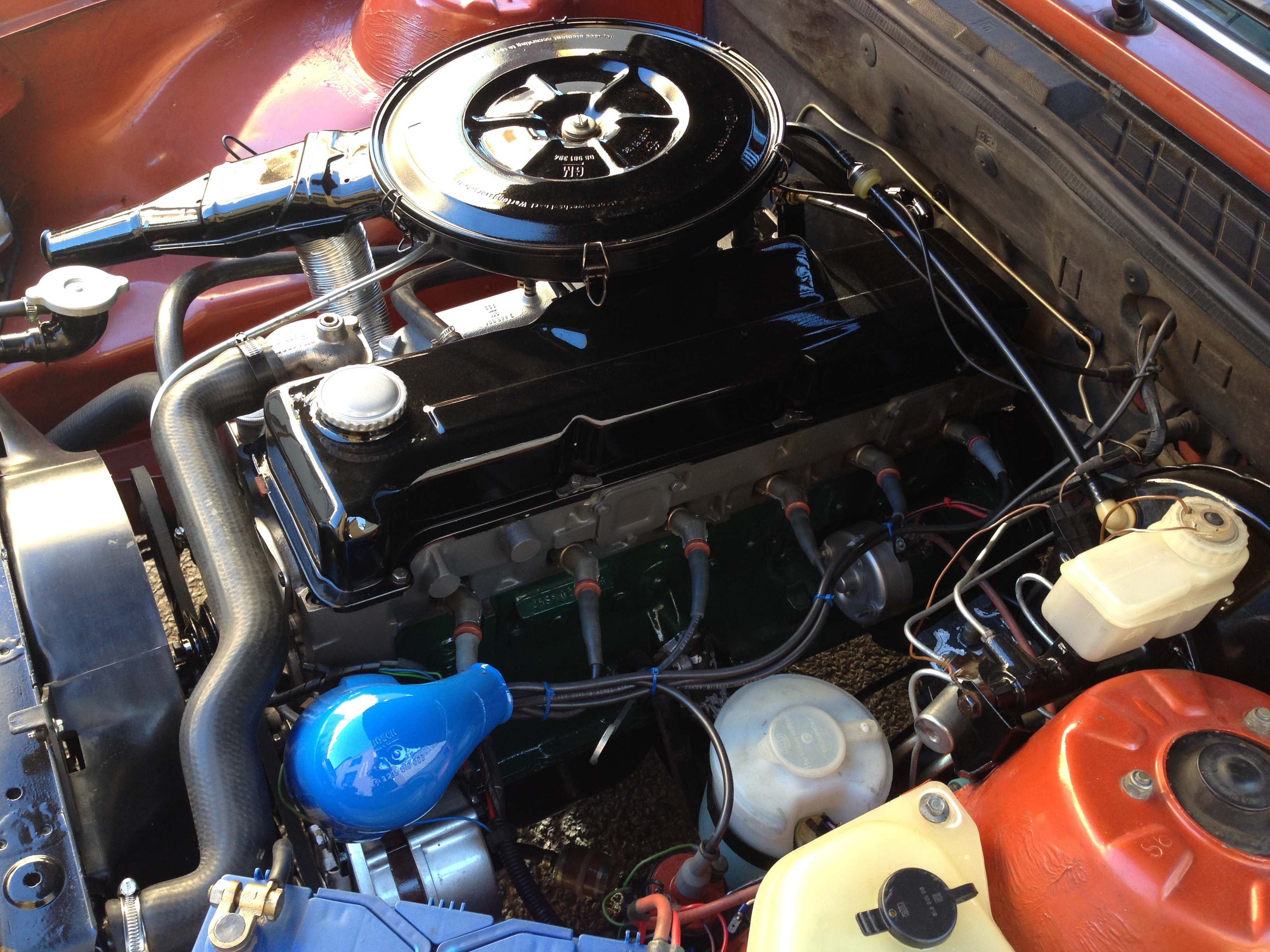
Motor 2.5 S Commodore C

## Technische Daten
| Technische Daten des Opel Commodore C |                                                                                       |                                                                                       |
| Opel Commodore                        | 2,5 S                                                                                 | 2,5 E                                                                                 |
| Motor                                 | 6-Zylinder-Reihenmotor (Viertakt)                                                     | 6-Zylinder-Reihenmotor (Viertakt)                                                     |
| Hubraum                               | 2461 cm³                                                                              | 2461 cm³                                                                              |
| Bohrung × Hub                         | 87 × 69,8 mm                                                                          | 87 × 69,8 mm                                                                          |
| Leistung bei 1/min                    | 85 kW (115 PS) bei 5200                                                               | 96 kW (130 PS) bei 5600                                                               |
| Max. Drehmoment bei 1/min             | 175 Nm bei 4000                                                                       | 185 Nm bei 4600                                                                       |
| Verdichtung                           | 9,2 : 1                                                                               | 9,2 : 1                                                                               |
| Gemischaufbereitung                   | 1 Register-Fallstromvergaser                                                          | Elektronische Bosch-Einspritzung (L-Jetronic)                                         |
| Ventilsteuerung                       | Hängende Ventile, Hydrostößel (obenliegende Nockenwelle, Duplexkette)                 | Hängende Ventile, Hydrostößel (obenliegende Nockenwelle, Duplexkette)                 |
| Kühlung                               | Wasserkühlung                                                                         | Wasserkühlung                                                                         |
| Getriebe                              | 4-Gang-Getriebe, Knüppelschaltung (a. W. mit Overdrive oder Dreigangautomatik (Opel)) | 4-Gang-Getriebe, Knüppelschaltung (a. W. mit Overdrive oder Dreigangautomatik (Opel)) |
| Radaufhängung vorn                    | MacPherson-Federbeine, unterer Querlenker                                             | MacPherson-Federbeine, unterer Querlenker                                             |
| Radaufhängung hinten                  | Starrachse mit 4 Längslenkern, Panhardstab und Schraubenfedern                        | Starrachse mit 4 Längslenkern, Panhardstab und Schraubenfedern                        |
| Karosserie                            | Stahlblech, selbsttragend                                                             | Stahlblech, selbsttragend                                                             |
| Spurweite vorn/hinten                 | 1443/1424 mm                                                                          | 1443/1424 mm                                                                          |
| Radstand                              | 2668 mm                                                                               | 2668 mm                                                                               |
| Länge                                 | 4705 mm (Voyage: 4722 mm)                                                             | 4705 mm (Voyage: 4722 mm)                                                             |
| Leergewicht                           | 1250–1360 kg                                                                          | 1250–1360 kg                                                                          |
| Höchstgeschwindigkeit                 | 170–180 km/h                                                                          | 180–190 km/h                                                                          |
| Beschleunigungszeit 0–100 km/h        | 11,5–14 s                                                                             | 11–13 s                                                                               |
| Verbrauch (Liter/100 Kilometer) (1)   | 13,5–15,0 S                                                                           | 13,0–14,5 S                                                                           |

## Modelle im Ausland

### Vauxhall Viceroy
Der Commodore C stellte die Basis für den Vauxhall Viceroy von 1978. Der Viceroy war ein Versuch von Vauxhall, im Mittelklasse-Segment eine erschwingliche Sechszylinder-Limousine anzubieten, blieb jedoch ein Misserfolg. Im Gegensatz zu den erfolgreichen Schwestermodellen Holden Commodore (VB) in Australien und Chevrolet Commodore in Südafrika wurden vom Viceroy zwischen Oktober 1980 und Juli 1982 nur 2299 Exemplare gebaut.
Im Zuge der GM-Strategie, Vauxhall- und Opel-Modelle ab 1978 zu vereinen, führte Vauxhall 1979 den Vauxhall Carlton (baugleich mit dem Opel Rekord E) und den Vauxhall Royale (nahezu identisch mit dem Opel Senator A) ein. Der Royale sollte die Lücke nach dem Aus des Vauxhall Ventora (1976) schließen, doch eine starke Nachfrage nach einem günstigeren Sechszylinder führte zur Einführung des Viceroy. Basierend auf dem Opel Commodore C, erhielt er den 2,5-Liter-Motor (2.5S, später 2.5E im Estate), wurde aber nur als viertürige Limousine angeboten.
Designmerkmale wie der Vauxhall Victor-ähnliche Kühlergrill, angepasste Stoßfänger (Nummernschild oben, „VAUXHALL“-Schriftzug hinten) und ein Armaturenbrett mit Holzimitat (bis 1982) sollten Eigenständigkeit signalisieren, konnten die schwachen Verkaufszahlen jedoch nicht retten. Mit £7.863,70 lag der Viceroy preislich zwischen dem Opel Commodore 2.5 Berlina (£7.714,20) und Berlina CD (£8.702,14), bot aber weniger Ausstattung als letzterer. Marketing blieb schwach: Zum Start gab es nur einen vierseitigen Flyer, später vier Prospekte (1980–1982).
Ein Highlight war der einzige Viceroy Estate mit 2.5E-Motor, gebaut für die britische Königin zum Transport ihrer Corgis – er existiert noch heute. Von den übrigen Viceroys haben nur etwa ein Dutzend überlebt, während der Chevrolet Commodore in Südafrika in 10 Monaten 3648 Einheiten erreichte.

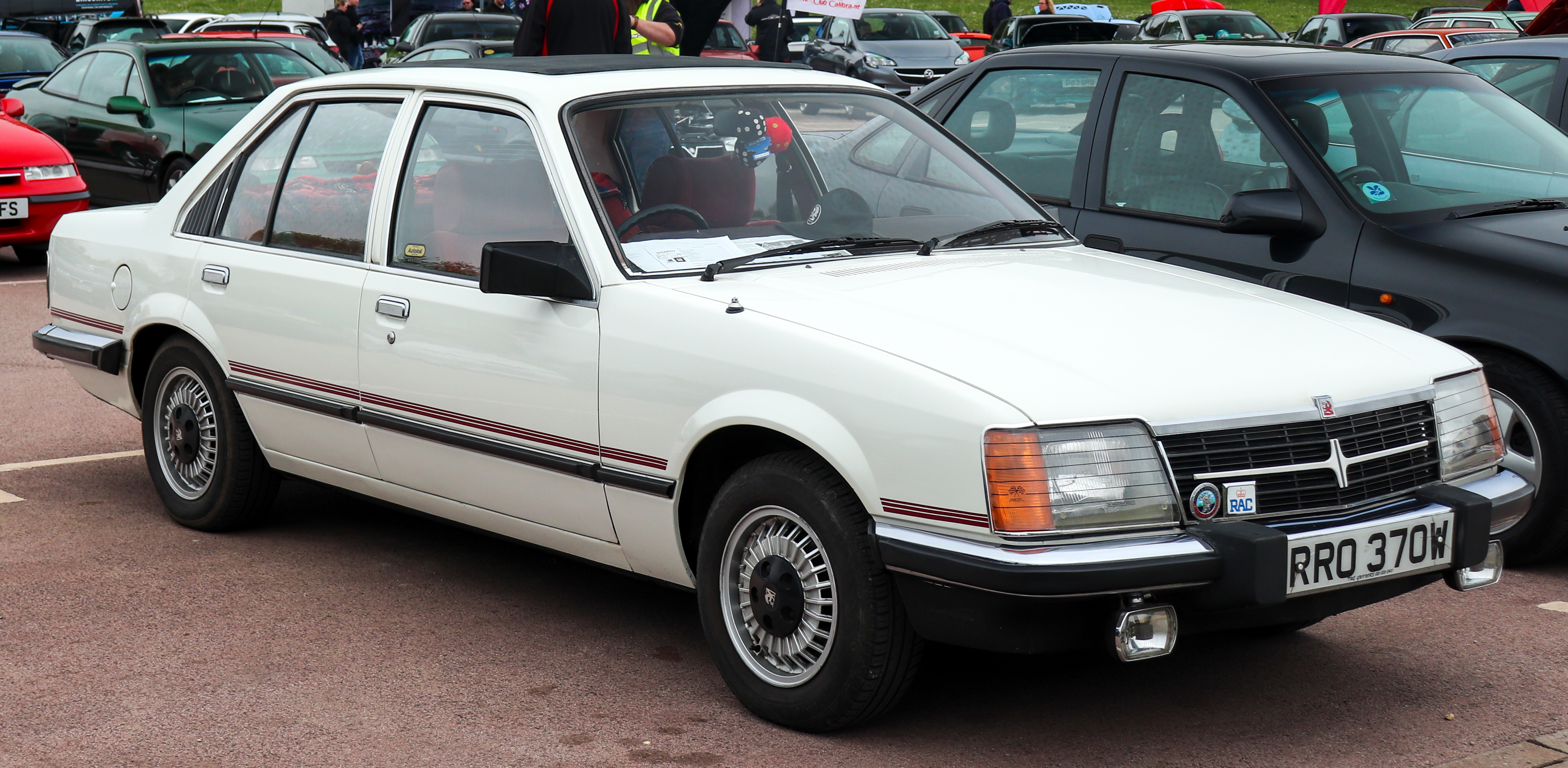
Vauxhall Viceroy mit Rechtslenkung (1978–1982)
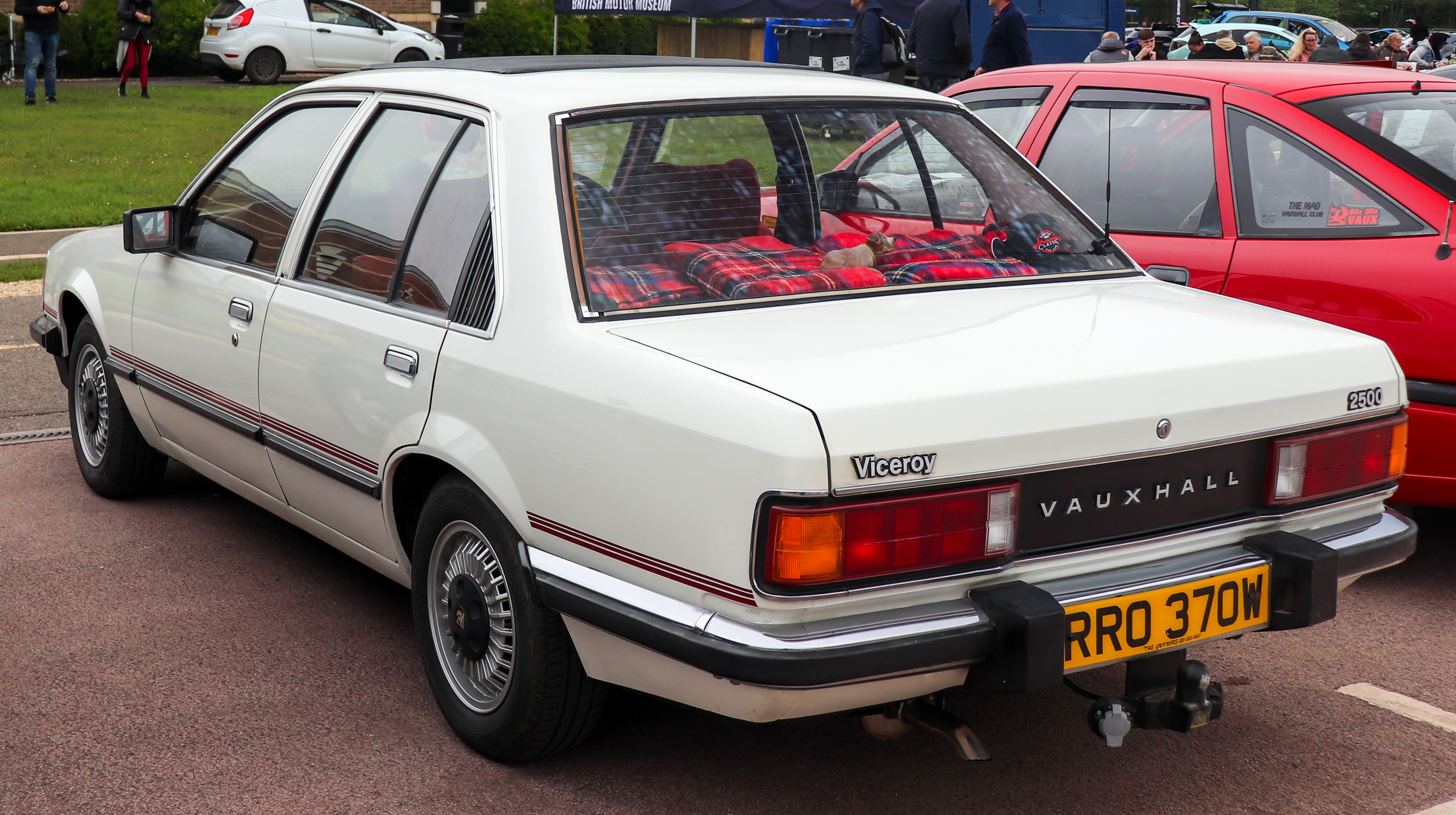
Vauxhall Viceroy Heckansicht (1978–1982)
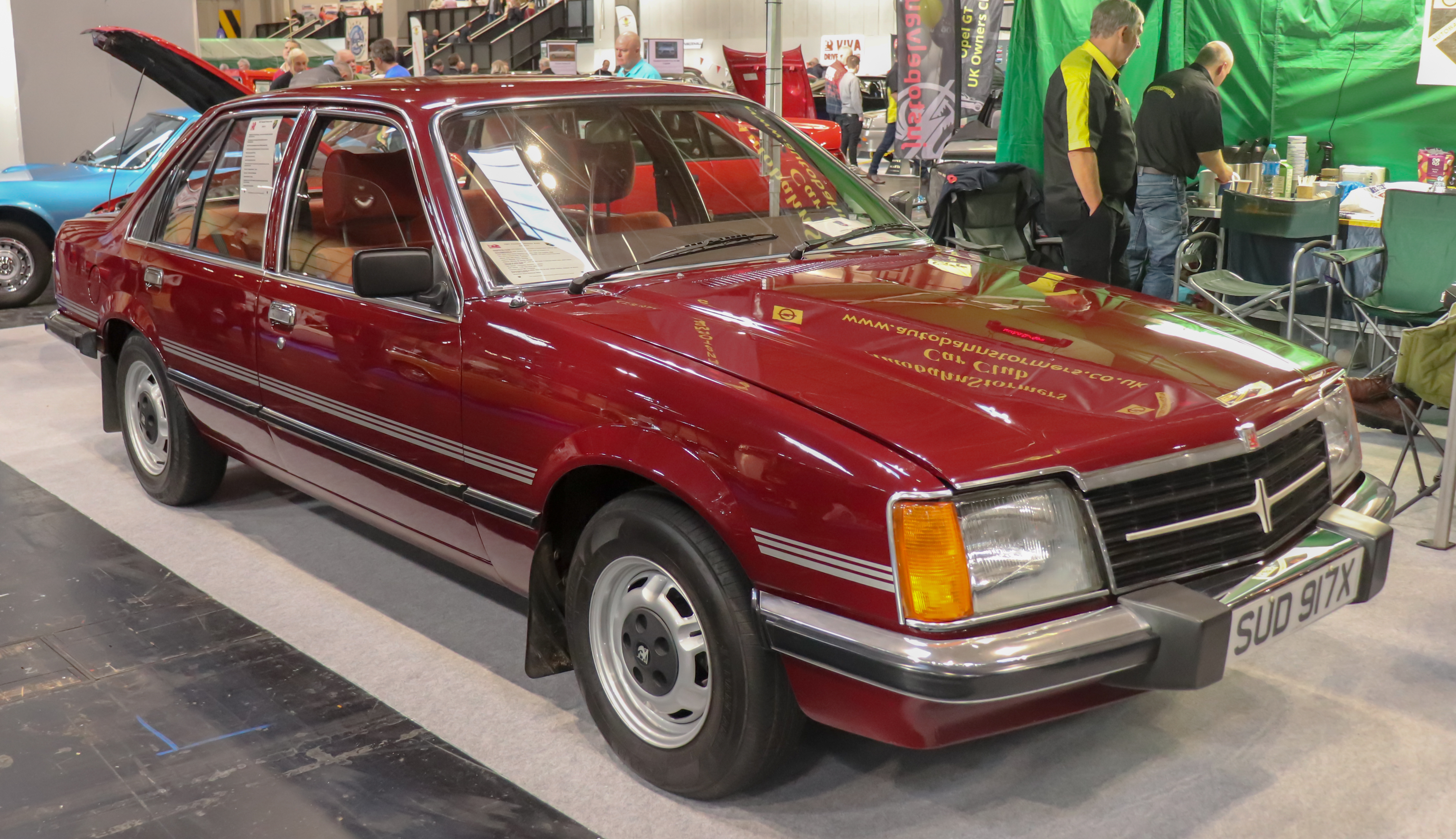
1981 Vauxhall Viceroy Automatic 2.5
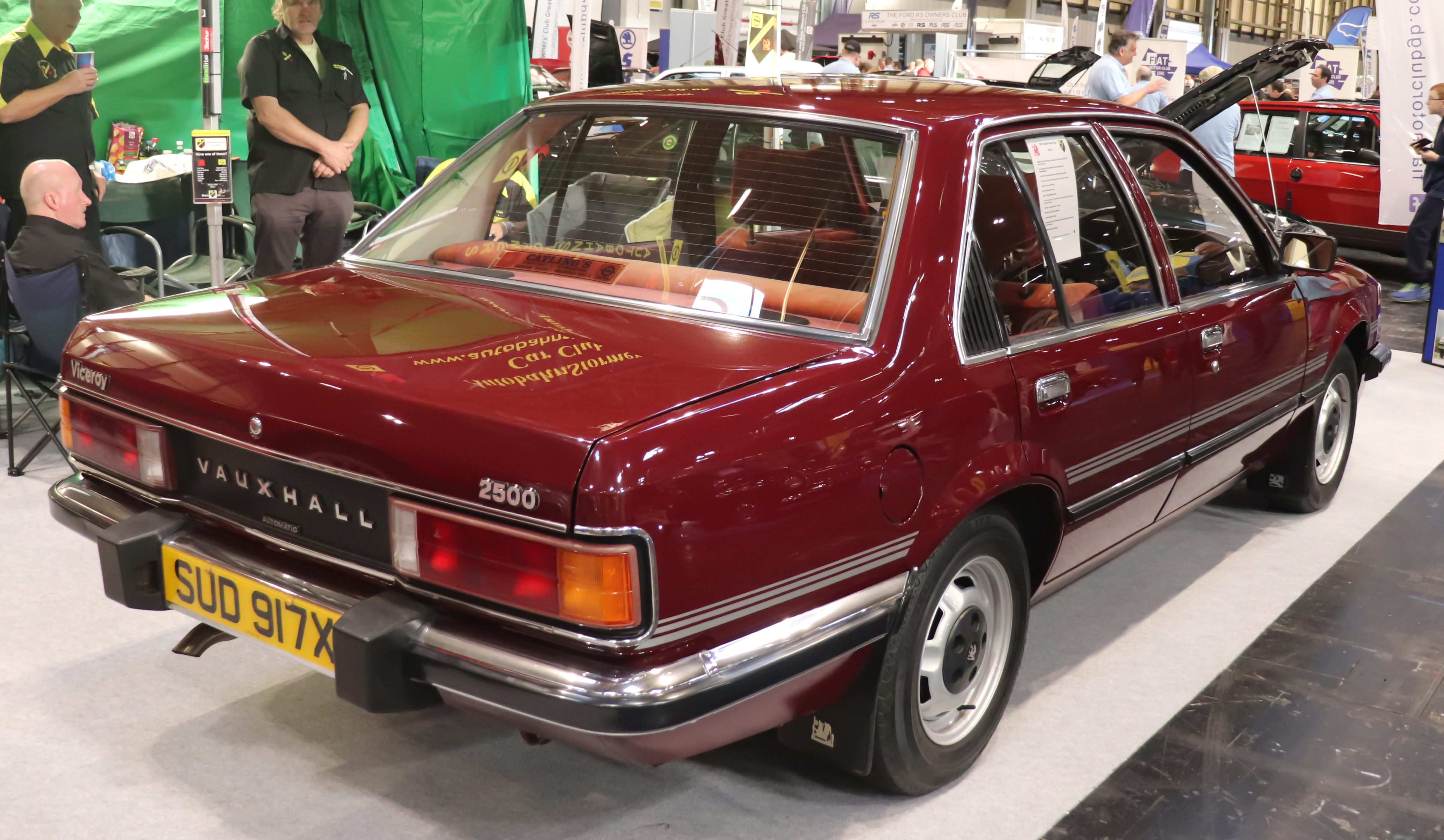
1981 Vauxhall Viceroy Automatic 2.5

### Holden Commodore (VB)
Der Holden Commodore (VB), eingeführt 1978, wird oft als Variante des Opel Commodore C mit angepasstem Kühlergrill und Motoren gesehen, doch Holden investierte 110 Millionen AUD in seine Entwicklung – fast so viel wie für eine komplette Neuentwicklung. Im Gegensatz zum erfolglosen Vauxhall Viceroy (2299 Einheiten) verkaufte sich der VB in Australien hervorragend. Außerdem erhielt der Holden eine verstärkte Karosserie, angepasst an die australischen Straßenverhältnisse.
Obwohl der Opel Commodore C zuverlässig war, erwies er sich für australische Verhältnisse als ungeeignet. Chefentwickler Ray Grigg und Don Wylie berichteten, dass Tests in den Flinders Ranges die Schwächen offenlegten: Die Frontstruktur war zu schwach, trockene Federbeine blockierten, und die Karosserie brach unter Belastung (z. B. über den hinteren Kotflügeln). Die deutschen Ingenieure von Opel hielten die Testdaten zunächst für fehlerhaft, doch nach eigenen Untersuchungen vor Ort erkannten sie die Notwendigkeit extremer Robustheit – Autos sollten in Australien auch unbefestigte Strecken wie nach Ayers Rock meistern.
Holden verstärkte daher die Karosserie, überarbeitete die Federung und bot Motoren von 2,8 bis 5,0 Liter (V6 und V8), passend für lokale Anforderungen. Anders als der Viceroy, der als viertürige Limousine mit 2,5-Liter-Sechszylinder scheiterte, war der VB als Sedan und Kombi ein Erfolg und legte den Grundstein für die Commodore-Reihe.

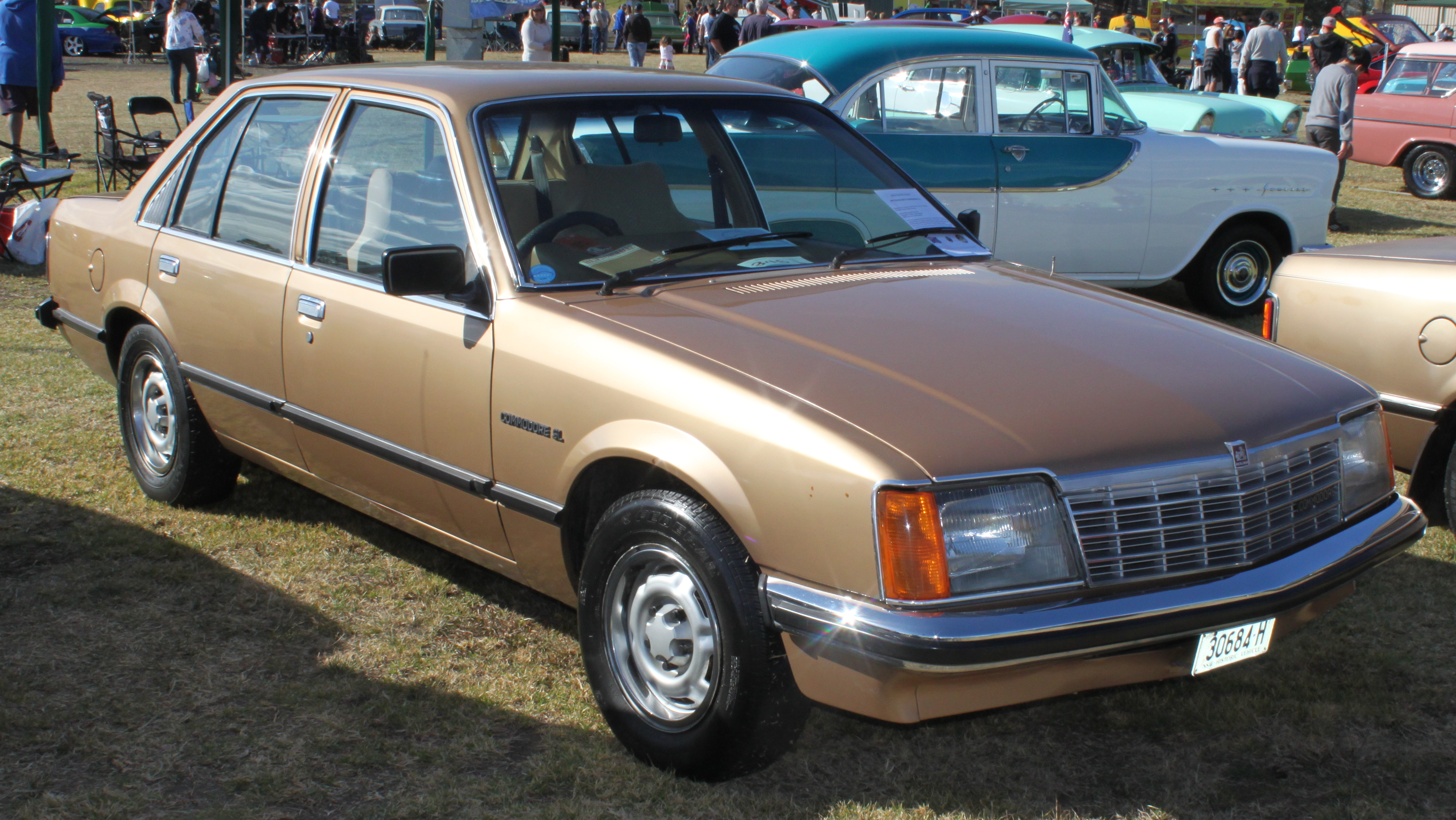
Holden VB Commodore SL
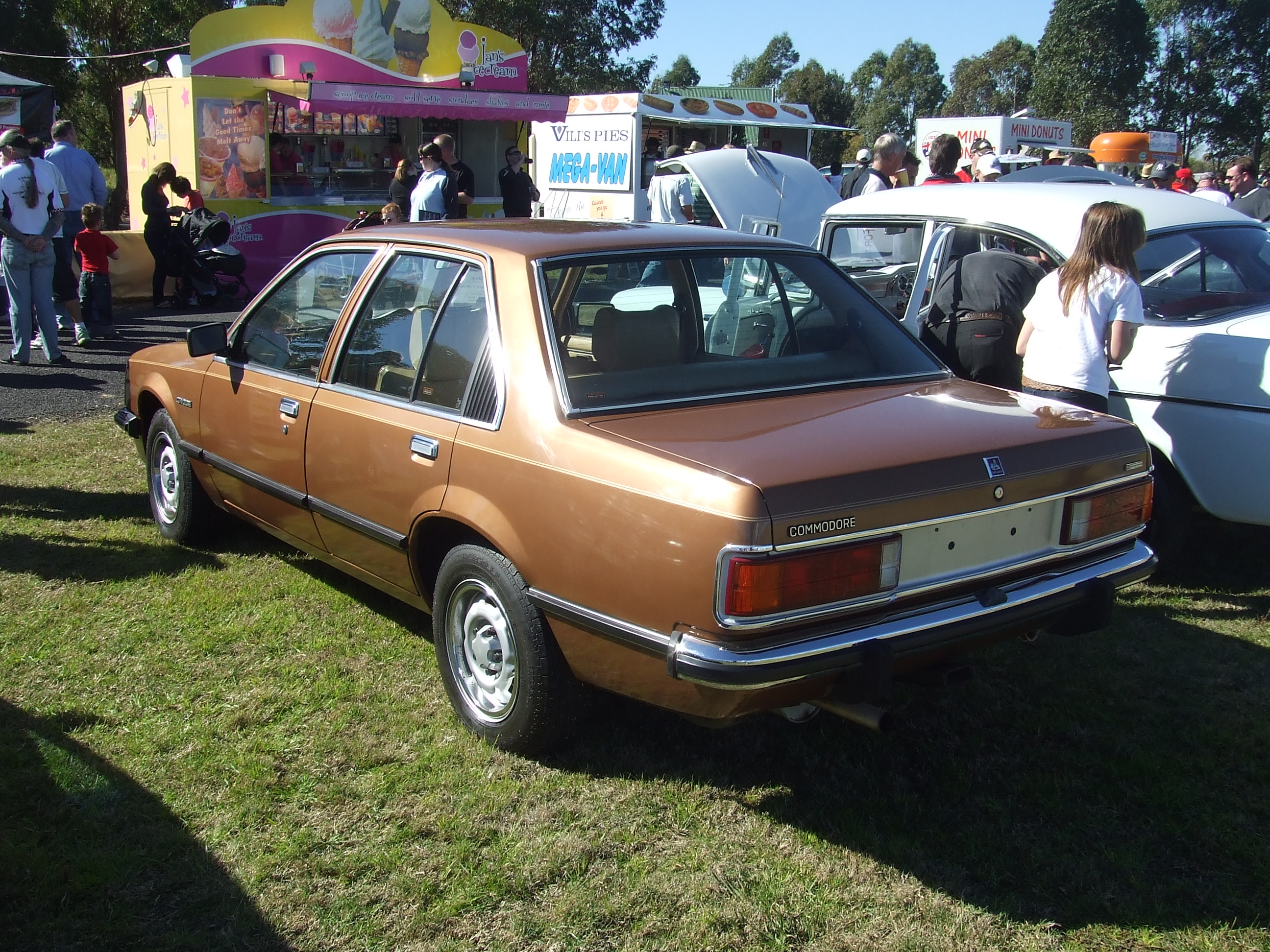
Holden VB Commodore SL
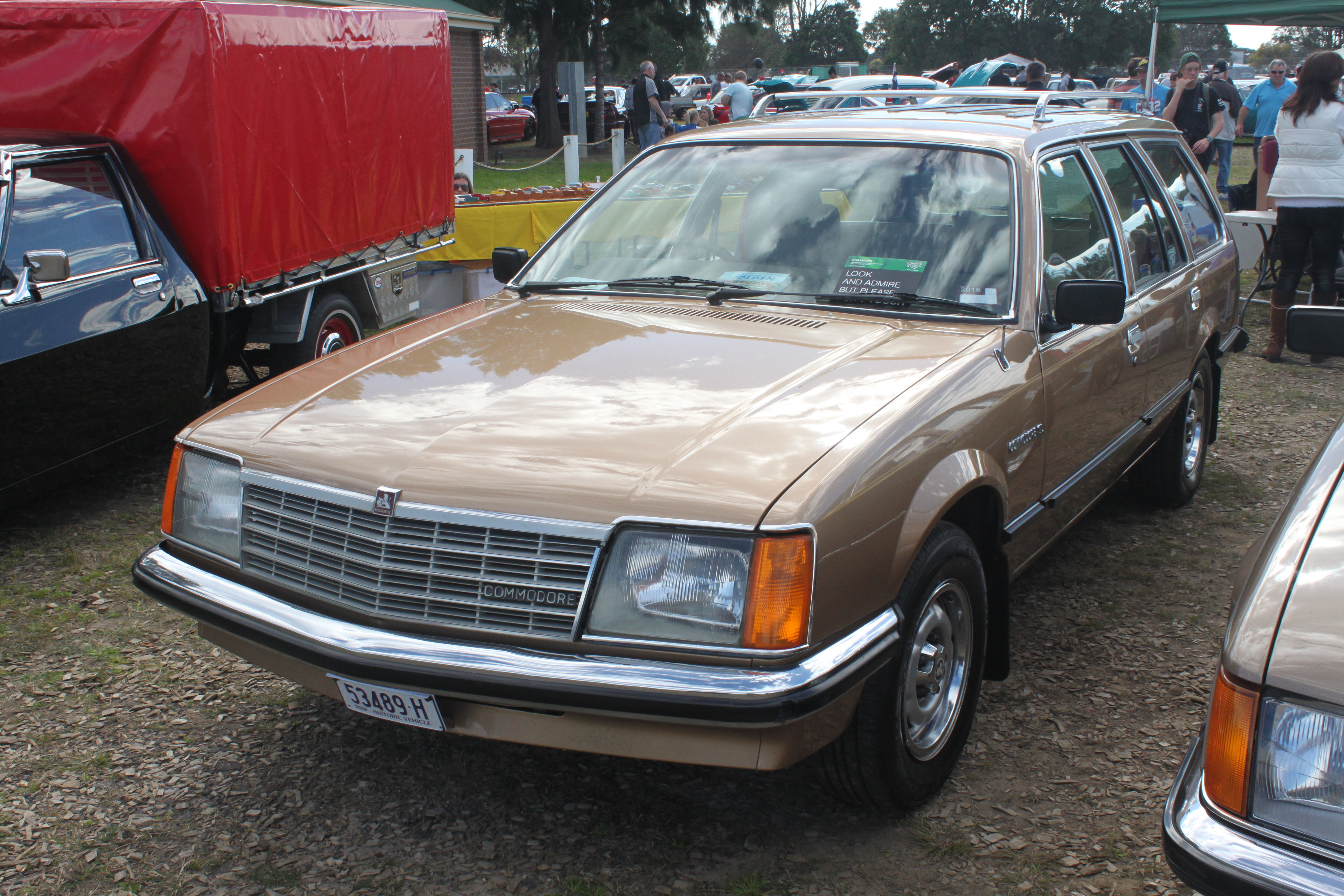
1979 Holden Commodore (VB) SL station wagon
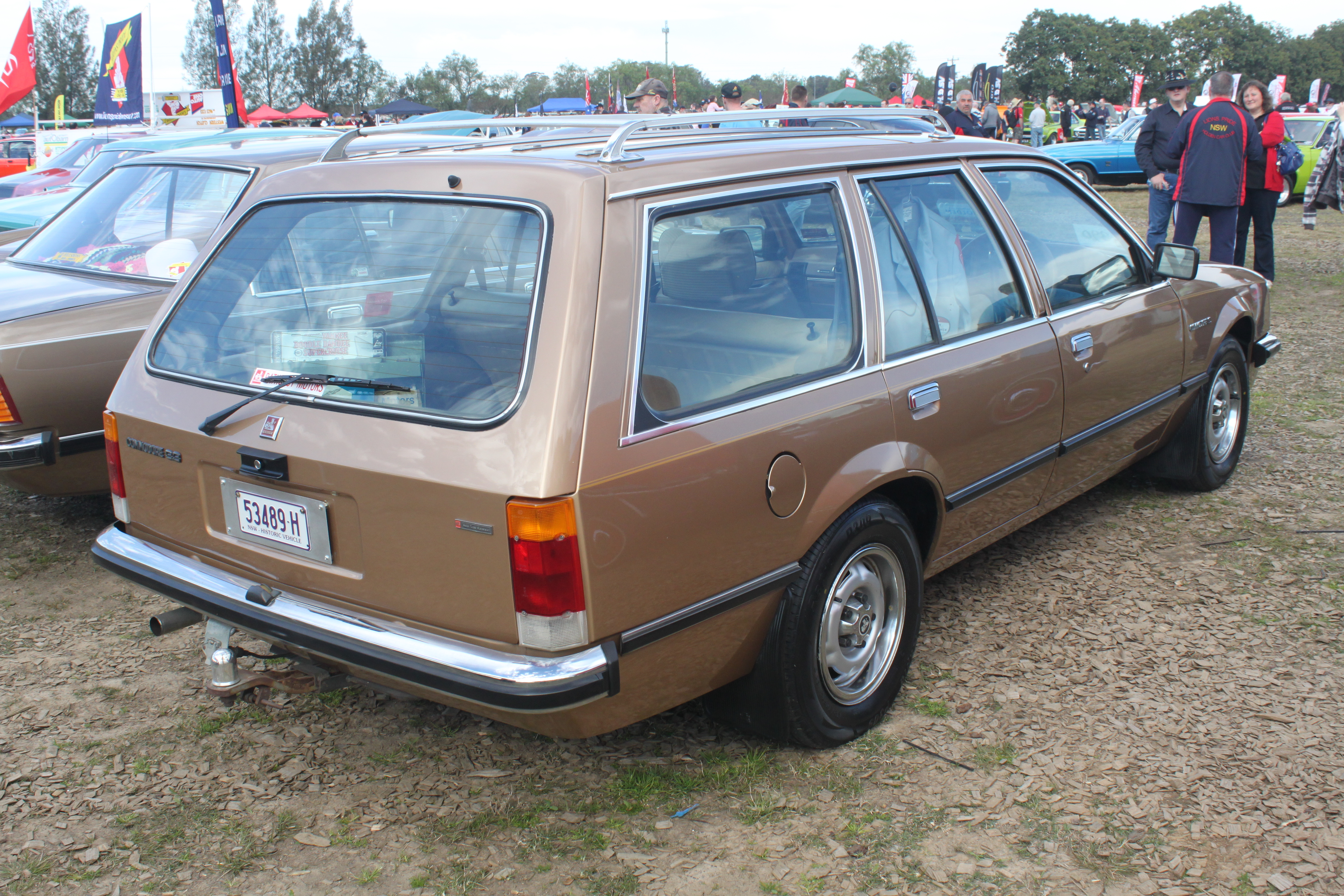
1979 Holden Commodore (VB) SL station wagon

### Chevrolet Commodore in Südafrika
Der Chevrolet Commodore wurde in Südafrika unter der Marke Chevrolet vermarktet und basierte auf dem Opel Commodore aus deutscher Produktion. Ausstattungstechnisch ähnelte der Commodore C dem deutschen Pendant, unterschied sich jedoch in der Motorisierung. In Südafrika kamen ein 3,8-Liter- oder ein 4,1-Liter-Reihensechszylinder zum Einsatz.
Ab 1983 wurde der Commodore C2 auf Basis des Opel Rekord E2 entwickelt, ein Modell, das in Europa nicht erhältlich war. Er erhielt die Frontpartie des Opel Senator A2, entsprach ansonsten jedoch weitgehend dem Opel Rekord E2. Angetrieben wurde der Commodore C2 – nunmehr als Opel vermarktet – vom 3,0-Liter-Motor 30E, der in Europa ausschließlich im Senator und Monza verwendet wurde. Die Ausstattung orientierte sich am Rekord in der „Luxus“-Variante, während die Variante Opel Commodore Berlina dem Rekord „CD“ entsprach. In Südafrika gehörte ein LCD-Armaturenbrett zur Serienausstattung des Commodore Berlina.